# Temporada 2012 de la Copa FIA de Energías Alternativas
La temporada 2012 fue la edición 2012 de la Copa FIA de Energías Alternativas, organizada por la Federación Internacional del Automóvil y reservada a los vehículos impulsados por motores ecológicos. Contó con ocho pruebas, empezando en el Rallye Monte Carlo.

## Calendario
| Fecha                    | Carrera                                    | Ganador          |
| ------------------------ | ------------------------------------------ | ---------------- |
| 22 de marzo de 2012      | Rallye Monte Carlo                         | Sylvain Blondeau |
| 1 de junio de 2012       | IV Eco Rallye Vasco Navarro, Vitoria       | Maykel del Cid   |
| 9 de junio de 2012       | 1° Mendola-Mendel Ecorally                 | Alberto Donghi   |
| 29 de junio de 2012      | 1° Sestrière Ecorally                      | Massimo Liverani |
| 28 de septiembre de 2012 | Rallye Énergie Alternative, Montreal       | Vin Pham         |
| 5 de octubre de 2012     | Hi-Tech Ecomobility Rally, Atenas          | Guido Guerrini   |
| 12 de octubre de 2012    | 7° Ecorally San Marino-Ciudad del Vaticano | Massimo Liverani |
| 26 de octubre de 2012    | 1st Tesla Rally, Belgrado                  | Massimo Liverani |

## Clasificación de pilotos
| Puntos | Piloto |
| ------ | --- |
| 74     | Massimo Liverani |
| 64     | Guido Guerrini |
| 20     | Maykel del Cid, Vin Pham |
| 19     | Roberto Viganò |
| 17     | Vincenzo Di Bella |
| 16     | Stefano Pezzi, Iker Torrontegui                                                                                             |
| 14     | Isabelle Barciulli |
| 12     | Ioannis Kepetzis, Nicola Ventura, Txema Foronda, Sébastien Kroetsch, Fulvio Maria Ballabio                                  |
| 10     | Mariya Mihailova, Bertrand Martin, Sylvain Blondeau, Nikolaos Karapanagiotis, Alberto Donghi, Roberto Uriarte               |
| 8      | Branko Nadj, Bernard Darniche, Marcello Saporetti, Javier del Cid, Frédéric Charpentier                                     |
| 6      | Georgios Chyssanthakopoulos, Alen Burgagni, Stéphane Deschamps                                                              |
| 5      | Jean-Claude Andruet |
| 4      | Jean-Paul Marcaillou, Dominic Garceau, Nenad Stojanović, Dimitrios Malathritis                                              |
| 3      | Bryan Bouffier, Roberto Valentini                                                                                           |
| 2      | Dragan Strazivuk, Jon Martínez, Fabio Gemelli, Gerard Albertengo, Constantinos Lambouras, Jonathan Routhier, Raymond Durand |
| 1      | Charlotte Berton, Eugenio Buttiero                                                                                          |

## Clasificación de copilotos
| Puntos | Copiloto |
| ------ | --- |
| 62     | Emanuele Calchetti                                                                                            |
| 36     | Fulvio Ciervo                                                                                                 |
| 30     | Valeria Strada                                                                                                |
| 20     | Carlos García, Alan Ockwell                                                                                   |
| 19     | Andrea Fovana                                                                                                 |
| 18     | Alessandro Talmelli                                                                                           |
| 17     | Alberto Conte                                                                                                 |
| 16     | Valentino Muccini, Ianire Fernández                                                                           |
| 14     | Francesca Olivoni                                                                                             |
| 12     | Eric Bernier-Meunier, Michalis Dafnomilis, Leonardo Burchini, Pilar Rodas, Monica Porta, Massimiliano Sorghi  |
| 10     | Zvezdelina Belnikolova, Jean-Luc Hasler, Renato Delbara, Asier Lasa, Fotios Vrotsis, Sébastien Robert         |
| 8      | Stevo Rauš, Bertrand Gaudet, Joseph Lambert, Vincenzo Blandino, Iñaki Pradells                                |
| 6      | Antonio Burgagni, Jonathan Routhier, Dimitris Chyssanthakopoulos                                              |
| 5      | Patrick Lienne                                                                                                |
| 4      | Robert Thouin, Efichia Zacharopoulou, Jean Claude Lamorlette, Stefan Todorović                                |
| 3      | Eric Mallen, Federica Valentini                                                                               |
| 2      | Monica Eusebio, Mladen Vasilić, Daniele Pizzo, Maite Seara, Valter Filippakis, Sylvain Légaré, Christian Fine |
| 1      | Olivier Sussot, Christian Buttiero                                                                            |